# Антюхин, Иван Фокиевич
Иван Фокич (Фокиевич, Фокеевич) Антюхин (1894—1937) — революционер, советский государственный и хозяйственный деятель, первый управляющий Ленэнерго (1929—1937).
Родился и вырос в д. Казанское Новгородской губернии (сейчас Бологовский район) в семье безземельного крестьянина.
В 13-летнем возрасте приехал в Санкт-Петербург. Работал на заводах «Айваз», «Дюфлон, Константинович и К°» и других.
В 1912 году вступил в РСДРП. В 1914 году от партийной ячейки завода «Старый Лесснер» избран в состав Выборгского райкома РСДРП, состоял его членом (с перерывами) до Февральской революции.
В начале 1916 года арестован, но вскоре отпущен за отсутствием улик. После этого работал на заводе Эриксона.
1 марта 1917 года избран депутатом Петросовета, и в том же месяце — председателем Выборгского районного Совета рабочих и солдатских депутатов Петрограда. В конце декабря 1917 — начале января 1918 года командирован в г. Орёл, участник установления там советской власти.
С 1918 по 1921 год — в Красной армии, участник Гражданской войны. Затем — на профсоюзной и хозяйственной работе.
Председатель Новгородского губсовнархоза (1921—1924), член правления Севзаппромбюро (07-11.1924), председатель правления Кожтреста (12.1924-06.1927), зам. председателя и председатель Севзаппромбюро Облсовнархоз ВСНХ РСФСР (06.1927-05.1928); председатель ЭТЗСТ (Электротехнический трест заводов слабого тока) (05.1928-31.10.1929); управляющий Ленэнерго (10.1929-1937).
Зарубежные командировки: Германия, Франция (1925), Германия, Франция, США (1929).
Делегат I Всесоюзного съезда Советов (декабрь 1922) и ХVII съезда ВКП(б) (1934). Депутат Ленсовета, председатель комиссии по энергетике, теплофикации и газификации.
Награждён орденом Ленина (13.03.1934).
Арестован 05.07.1937. Приговорен Военной коллегией Верховного суда СССР, выездная сессия в Ленинграде, 09.09.1937 по статье 58-7-8-11 УК РСФСР (вредительство) к ВМН. Расстрелян 09.09.1937. Реабилитирован ВК ВС СССР 12.05.1956 .